# فرودگاه پست
 فرودگاه پست (به انگلیسی: Poste Airport) یک فرودگاه همگانی است که یک باند فرود خاک رس دارد و طول باند آن ۶۴۰ متر است. این فرودگاه در کشور جمهوری آفریقای مرکزی قرار دارد .